# Dead Presidents (singolo)
Dead Presidents è una canzone del rapper statunitense Jay-Z. È pubblicata come primo singolo promozionale dell'album d'esordio di Jay-Z, Reasonable Doubt, anche se non è presente nell'album: un'altra versione, con la stessa base e il medesimo ritornello ma con un testo differente, Dead Presidents II, è stata invece inserita in Reasonable Doubt. Il singolo è stato un successo commerciale, e il 14 giugno del 1996 la RIAA l'ha certificato singolo d'oro. Entrambe le versioni sono considerate tra le più grandi canzoni hip hop mai registrate, secondo una lista delle migliori 100 canzoni rap stilata da About.com, Dead Presidents II figura al sedicesimo posto.
Il titolo delle tracce, letteralmente "presidenti morti" fa riferimento alle banconote dei dollari, sulla maggior parte delle quali è raffigurato un presidente degli Stati Uniti deceduto.
La canzone è prodotta da Ski Beatz, che campiona A Garden of Peace di Lonnie Liston Smith e Oh My God (Remix) dei A Tribe Called Quest; il ritornello è campionato da The World Is Yours di Nas mentre canta «I'm out for dead presidents to represent me».

## Faida con Nas
Nas è stato inizialmente invitato da Jay-Z per ricantare il ritornello e per apparire nel video di Jay-Z, ma ha rifiutato. Secondo molti, questo rifiuto ha dato inizio alla lunga faida tra i due rapper.
Nel corso della faida, i due rapper mettono in discussione il merito del successo che ha avuto Dead Presidents II a causa del campionamento di The World Is Yours e della voce di Nas: Stillmatic Freestyle di Nas apre il dissing, segue la risposta di Jay-Z nella canzone Takeover presente in The Blueprint. La replica di Nas è Ether, traccia inserita nell'album Stillmatic.
Nel 2005, durante il concerto I Declare War di Jay-Z, quest'ultimo canta assieme a Nas Dead Presidents II, ponendo ufficialmente fine alla faida.

## Dead Presidents 3
Durante il periodo di The Black Album, Jay-Z registra una traccia chiamata Dead Presidents 3, ma non riesce a completarla. Nel luglio del 2013, Jay-Z permette a Young Guru e Just Blaze di pubblicare la canzone sull'account SoundCloud di Young Guru: la traccia presenta lo stesso campione che questa volta è suonato in reverse, dando alla canzone un'atmosfera più cupa.

## Altre versioni
Molti artisti hanno pubblicato delle versioni remixate di Dead Presidents con un testo differente (spesso freestyle) cantando la canzone sulla stessa base e con lo stesso ritornello. Tra le versioni degne di nota figurano quelle di Charles Hamilton, Lil B, Lil' Wayne, Chamillionaire, J. Cole, Kendrick Lamar, Pusha T, Lupe Fiasco, Logic, AZ, Curren$y e DJ Premier, che ha registrato una versione strumentale rielaborata con il testo originale di Jay-Z e la voce di Nas da The World Is Yours Remix.
Nel 2004, il beatmaker Statik Selektah pubblica in collaborazione con Nas l'EP The Prophecy, nel quale è inserita anche la traccia Dead Presidence: in questa versione, Statik Selektah riprende la base di Dead Presidents II e il testo di The World Is Yours.

## Classifiche

### Classifiche settimanali
| Classifica (1996)        | Posizione massima |
| ------------------------ | ----------------- |
| Regno Unito              | 31                |
| Stati Uniti              | 50                |
| US Hot R&B/Hip-Hop Songs | 17                |
| US R&B/Hip Hop Airplay   | 24                |